# Erlöserkirche (Übach-Palenberg)

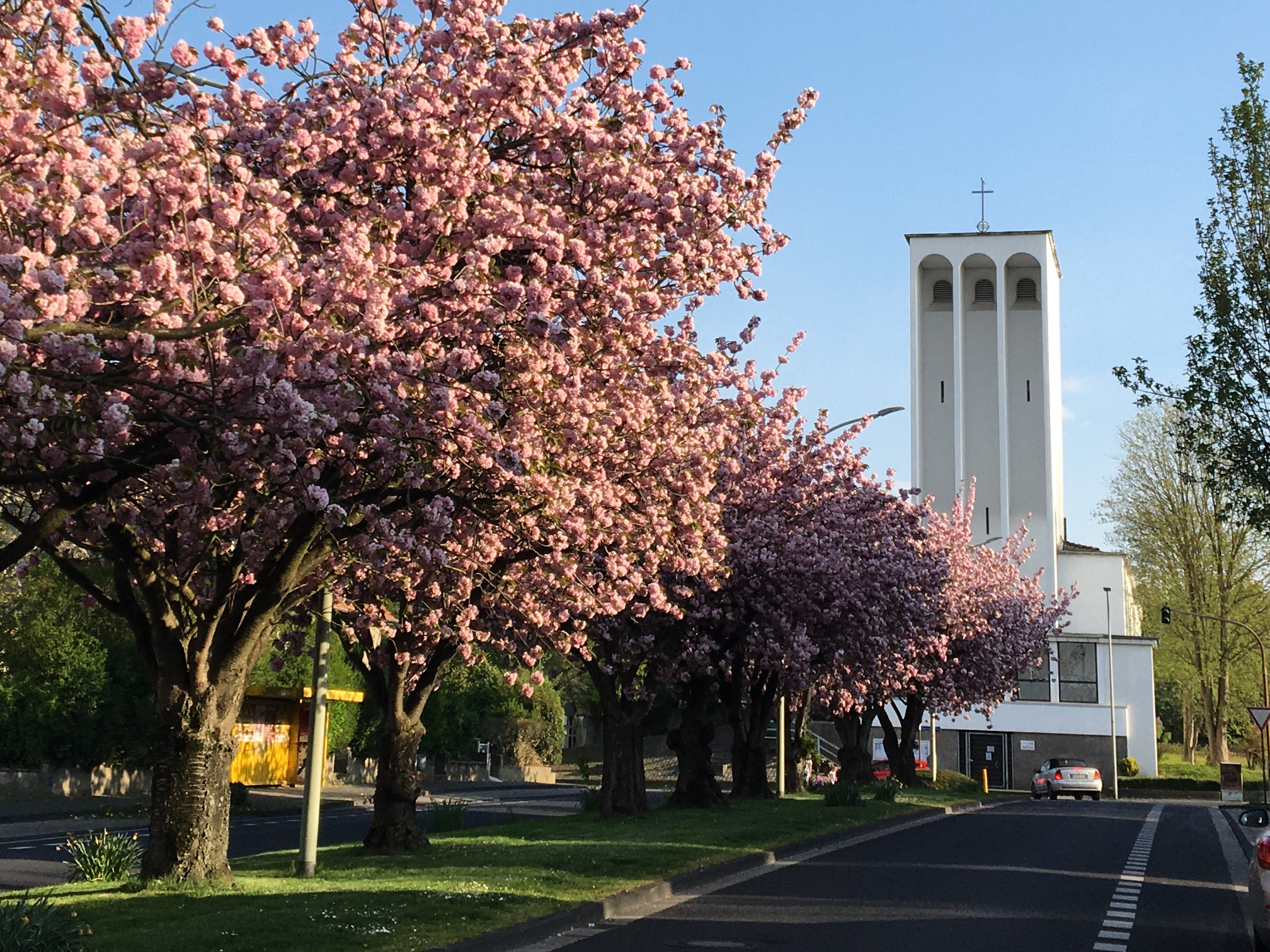
Erlöserkirche Übach-Palenberg

Die Erlöserkirche ist die älteste evangelische Kirche in Übach-Palenberg. Sie liegt im Stadtteil Übach, unmittelbar an der Grenze zum Stadtteil Palenberg, und bildet den oberen Abschluss der Carolus-Magnus-Allee. Aufgrund ihres Anstriches wird sie volkstümlich auch die „Weiße Kirche“ genannt. Sie ist eine von zwei verbliebenen Kirchen der Evangelischen Kirchengemeinde Übach-Palenberg im Kirchenkreis Jülich der Evangelischen Kirche im Rheinland.

## Vorgeschichte
Das Gebiet der heutigen Stadt Übach-Palenberg gehörte bis zum Ende des 18. Jahrhunderts zu verschiedenen Herrschaftsgebieten (Herzogtum Jülich, Reichsstift Thorn, Herrschaft Rimburg), die aber allesamt katholisch geprägt waren. Ob zu dieser Zeit dennoch evangelische Christen im heutigen Übach-Palenberg lebten, ist ungewiss. Erst in preußischer Zeit trat hierin eine Änderung ein. Die wenigen Evangelischen wurden von Teveren und später von Geilenkirchen aus betreut. Nachdem die Gruben Carolus Magnus und Carl Alexander in Betrieb gingen, erfolgte ein stärkerer Zuzug von Evangelischen. Ihre kirchliche Versorgung erfolgte durch die Kirchengemeinden Teveren, Geilenkirchen-Hünshoven und Lürken bzw. Alsdorf. (Erst 1952 bzw. 1968 entstanden die beiden Kirchengemeinden Übach-Palenberg-Ost und Übach-Palenberg-West, die sich 2007 zur jetzigen Kirchengemeinde zusammenschlossen.)

## Planung und Bau
Ende der 1920er Jahre plante die Kirchengemeinde Geilenkirchen-Hünshoven, für die mittlerweile zahlreich gewordenen Evangelischen in Übach-Palenberg eine eigene Kirche zu errichten. Ein 1928 von Arno Eugen Fritsche vorgelegter Entwurf für eine neubarocke Kirche wurde jedoch nicht umgesetzt. Stattdessen beauftragte man den Aachener Architekten Johannes Everling. Die Kirche, deren Form aus massigen Kuben besteht, wurde bewusst schmucklos gehalten, innen wie außen. Zwei Freitreppen führten zum Portal. Besonders markant sind die drei tief eingeschnittenen Bogennischen am Kirchturm. Wohl aus Geldmangel blieb die Kirche zunächst unverputzt, so dass sie beinahe wie ein Industriebau wirkte. Erst nach dem Krieg wurde das Schiff verputzt und erhielt seinen heute charakteristischen weißen Anstrich, in den 1960er Jahren dann auch der Turm.
Eingeweiht wurde die Kirche nach weniger als einem Jahr Bauzeit am 19. Juni 1932 durch Ernst Stoltenhoff, den Generalsuperintendenten der rheinischen Provinzialkirche. Ein halbes Jahr später wurde auch der unterhalb des Kirchraums befindliche Gemeindesaal in Betrieb genommen werden.
1937 erhielt die Kirche eine Orgel, die von der Firma Walcker aus Ludwigsburg gebaut wurde; es handelte sich um ein Instrument mit 10 Registern, zwei Manualen und einem Pedal. Wahrscheinlich hingen ursprünglich im Turm zwei Bronzeglocken, die aber wohl im Krieg eingeschmolzen wurden.

## Zerstörung und Wiederaufbau

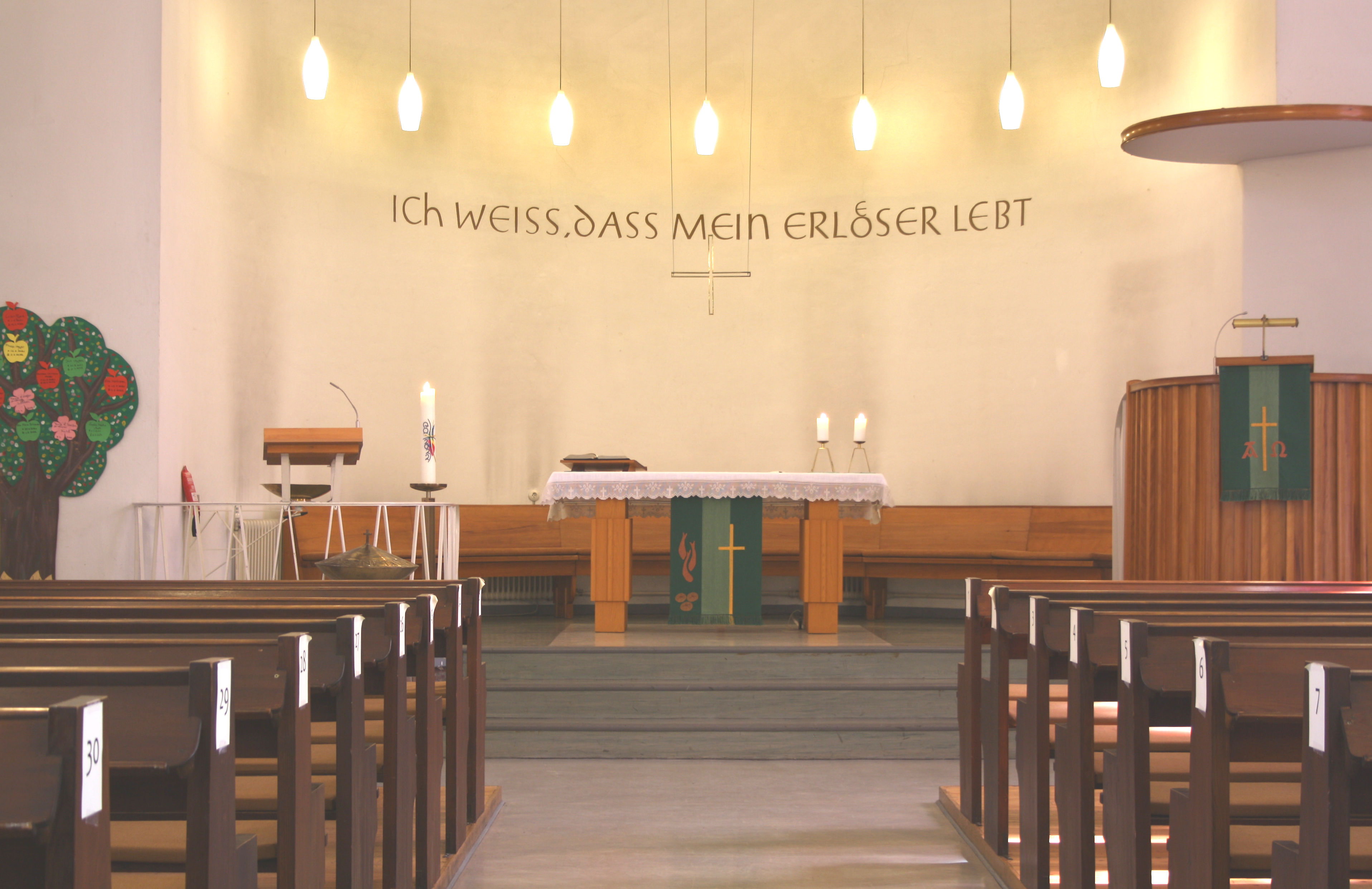
Chorraum der Erlöserkirche

Während des Krieges diente die Kirche zeitweilig als Lazarett und Autowerkstatt. Insbesondere durch Artilleriebeschuss während der mehrmonatigen Kämpfe Ende 1944 erlitt sie große Schäden. Alles noch irgendwie brauchbare Material wurde nach Kriegsende von der notleidenden Bevölkerung entwendet. Dabei wurde auch die Orgel völlig zerstört.
Der Wiederaufbau der Kirche erfolgte ab 1948, am 3. Advent 1950 konnte die Wiederindienstnahme der Kirche gefeiert werden. In den folgenden Jahren wurde die Kirche innen wie außen mehrfach umgestaltet. Die Kirche erhielt u. a. bleiverglaste Buntfenster aus der Glasmalerei Oidtmann in Linnich. An der Chorwand wurde durch Kurt Wolff der Bibelvers „Ich weiß, dass mein Erlöser lebt.“ (Hiob 19,25) angebracht. Eine neue Orgel wurde von der Firma Stahlhuth gebaut; diese besitzt 13 Register mit zwei Manualen und einem Pedal. Im Turm wurden zudem – wohl als Provisorium gedacht – zwei Stahlglocken aufgehängt, die 1909 beim Bochumer Verein als Signalglocken gegossen worden waren; in einem Gutachten wird die musikalische Qualität der Glocken jedoch als ungenügend und das Geläute als völlig unterdimensioniert bezeichnet. Das Presbyterium der Kirchengemeinde Übach-Palenberg plant daher, die drei Glocken der entwidmeten Marienberger Auferstehungskirche im Turm der Erlöserkirche aufzuhängen und das Geläut durch eine neue Glocke zu ergänzen.
1958 wurde hinter der Kirche ein neues Pfarrhaus errichtet.
1962 wurde der bisherige Doppelaufgang der Erlöserkirche beseitigt und im darauffolgenden Jahr durch einen neuen, zur Seite ausgerichteten Aufgang ersetzt. In den 1970er Jahren wurde das Gelände hinter der Kirche komplett ausgebaggert, so dass dort ein neuer Innenhof entstand, zu dem ein Zugang geschaffen wurde, indem man in die recht dicken Betonwände des Gemeindesaals Öffnungen für Fenster und Türen schnitt. Seit einigen Jahren ist im Innenhof das Kreuz der entwidmeten Auferstehungskirche aufgestellt. Erweitert wurde das Gebäude außerdem um einen Küchen- und Bürotrakt (erneuert 2021/22). Zusätzlich entstand 1994 an der Maastrichter Straße ein neues zweistöckiges Gebäude, in welchem das Gemeindebüro, das Jugendbüro und Büroräume des Diakonischen Werkes des Kirchenkreises Jülich untergebracht sind.

## Disposition der Orgel
| Manual II C–g3 |                   |    |
| 1.             | Prinzipal         | 4′ |
| 2.             | Mixtur 4fach      | 1′ |
| 3.             | Waldflöte         | 2′ |
| 4.             | Sesquialter 2fach |    |
| 5.             | Musiziergedackt   | 8′ |

| Manual I C–g3 |                     |       |
| 6.            | Spitzgedeckt        | 8′    |
| 7.            | Rohrflöte           | 4′    |
| 8.            | Prinzipal           | 2′    |
| 9.            | Sifflöte            | 1 ⁄3′ |
| 10.           | Holzdulcian Bass    | 8′    |
| 11.           | Holzdulcian Diskant | 8′    |

| Pedal C–f1 |          |     |
| 12.        | Subbaß   | 16′ |
| 13.        | Pommer   | 8′  |
| 14.        | Oktvabaß | 8′  |

- Koppeln: I/II, I/P, II/P